# Synagoge (Nîmes)

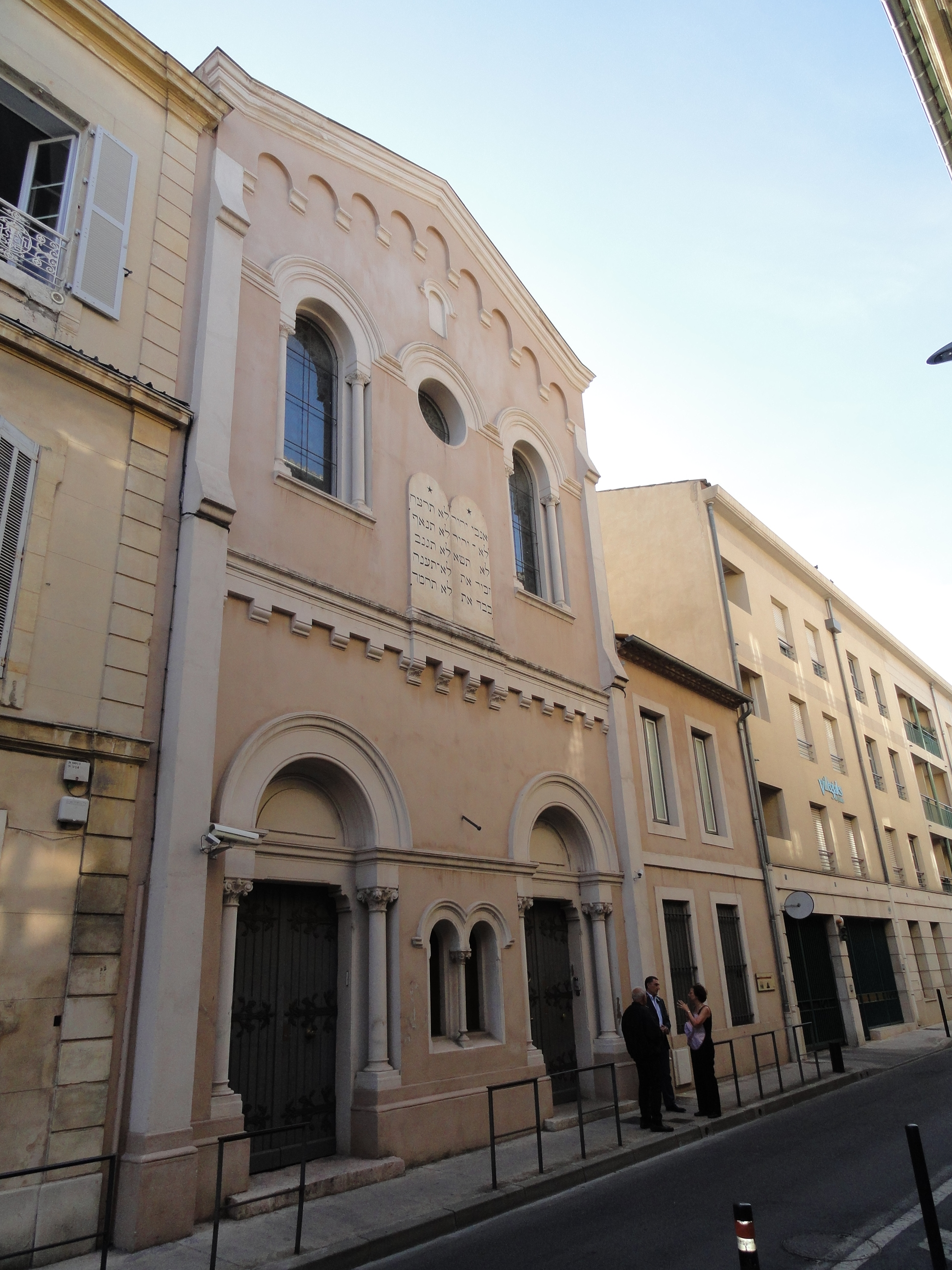
Synagoge in Nîmes

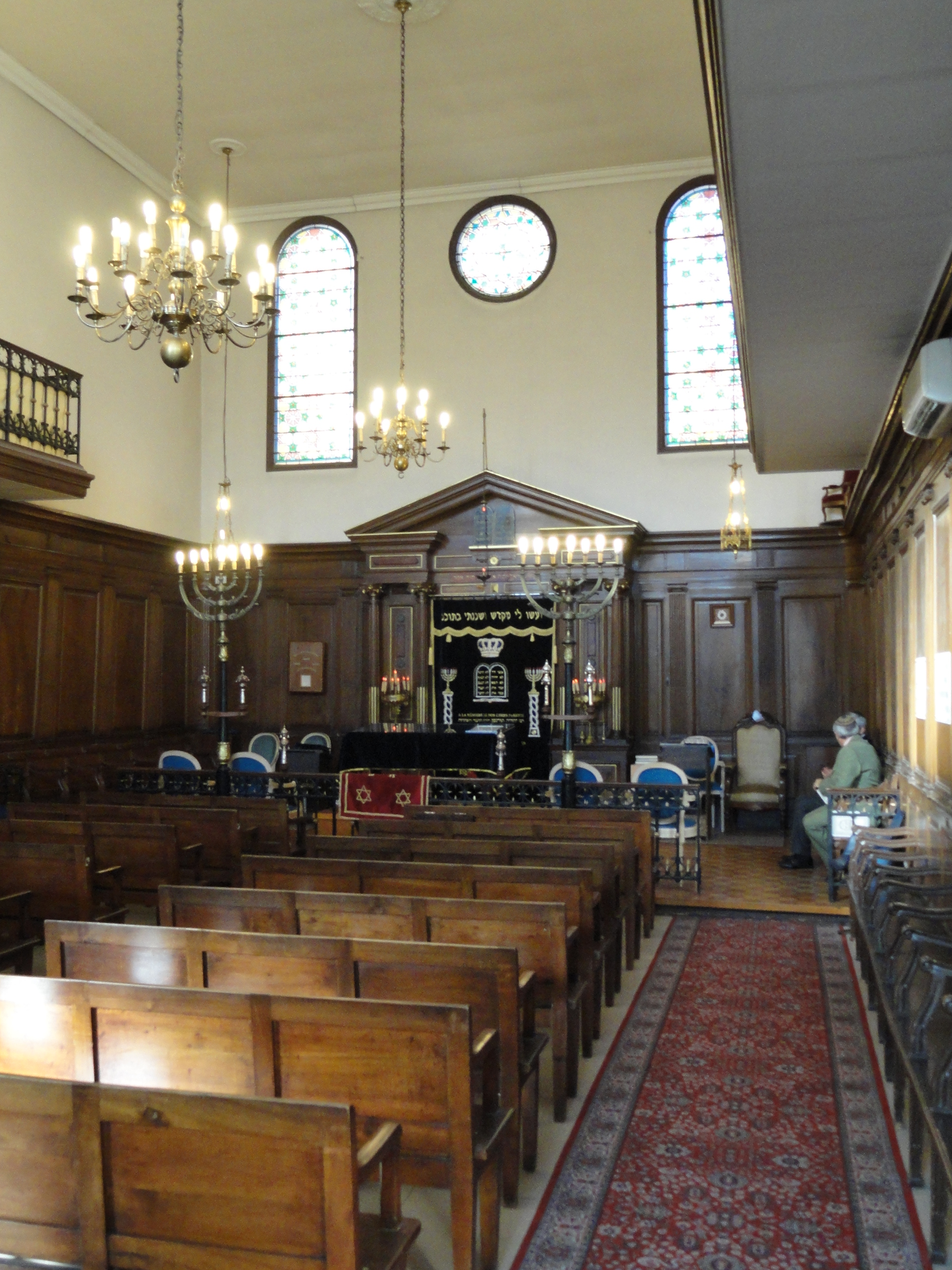
Innenansicht

Die Synagoge in Nîmes, einer französischen Stadt im Département Gard der Region Okzitanien, wurde 1793 im ersten Stock eines Hauses eingerichtet. Die Synagoge in der Rue Roussy Nr. 40 wurde im Jahr 1893 renoviert und die Fassade im Stil des Historismus wurde geschaffen.